# Institut for Idræt og Ernæring
Institut for Idræt og Ernæring er et institut under Det Natur- og Biovidenskabelige Fakultet på Københavns Universitet. Instituttet beskæftiger sig med forskning, uddannelse, innovation og formidling inden for ernæring, humanfysiologi og idræt.

## Historie
Instituttet er under Arne Astrups ledelse vokset markant, således at der i dag (2018) er et godt stykke over 200 ansatte. Instituttet anerkendes i brede kredse som et af verdens førende forskningsmiljøer inden for sit område. På Shanghai Rankings rangliste over verdens førende forskningsmiljøer inden for idræt, ligger Københavns Universitet, repræsenteret ved Institut for Idræt og Ernæring og Institut for Idrætsmedicin således i 2018 nr. 1 – blandt 372 universiteter fra hele verden [https://nexs.ku.dk/nyheder/2018-nyheder/koebenhavns-universitet-huser-verdens-foerende-forskningsmiljoe-inden-for-idraet/]. 
En stor del af instituttets omsætning er eksternt finansieret fra både fonde og private virksomheder. Præcis hvor stor en andel varierer fra år til år.
Instituttet varetager helt eller delvis undervisningen på en række bachelor- og kandidatuddannelser:
- Idræt
- Fødevarer og Ernæring

- Humanfysiologi
- Humanistisk-samfundsvidenskabelig Idrætsvidenskab
- Human ernæring
- Klinisk ernæring